# Jersey (tessuto)

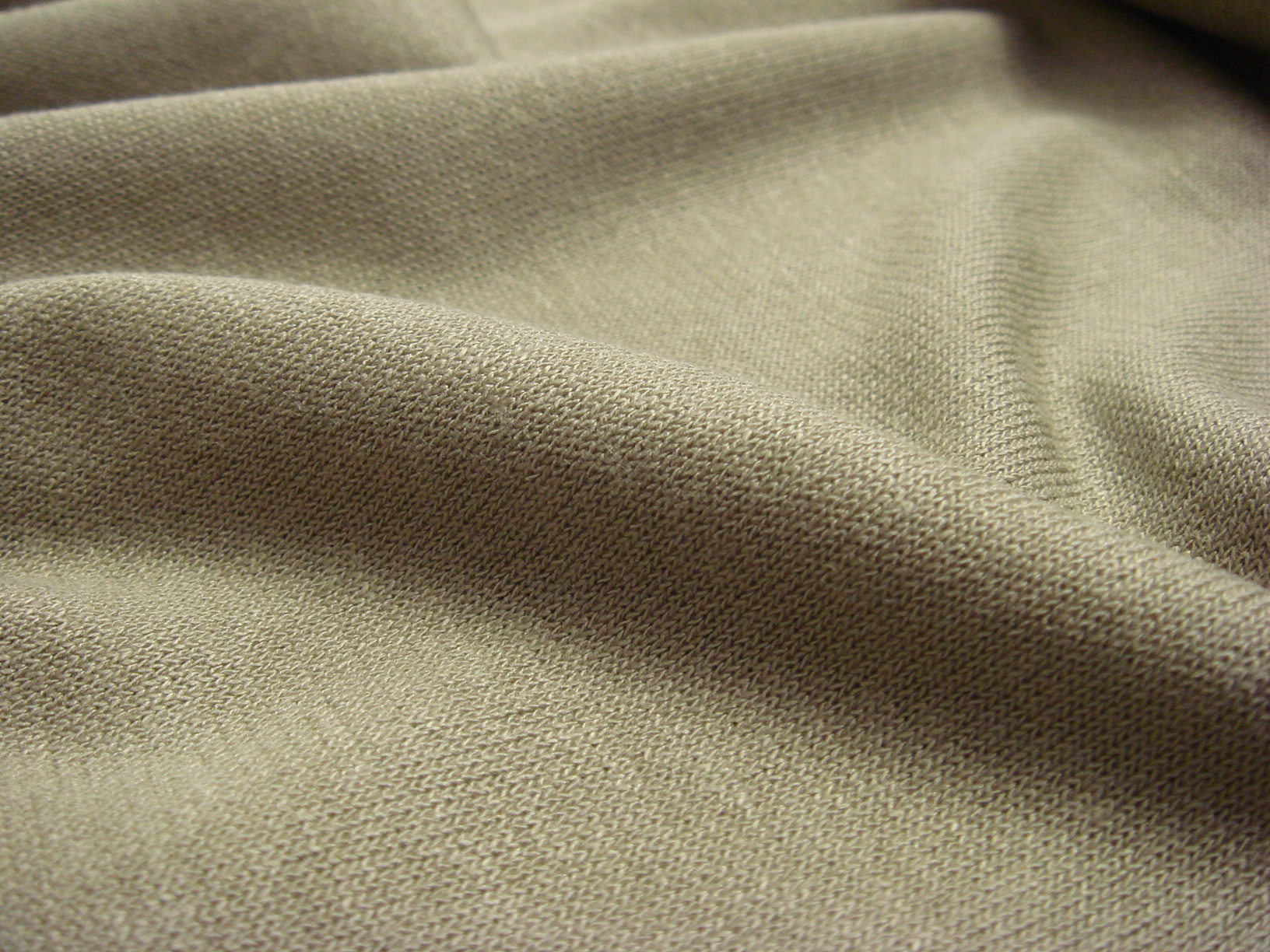
Tessuto Jersey

Il Jersey è una stoffa realizzata a maglia rasata. Non è propriamente un tessuto, poiché non è realizzato a telaio e non presenta quindi trama e ordito. Il nome si riferisce alla gran parte dei prodotti della maglieria industriale realizzati su macchine circolari di finezza (in inglese gauge) elevata.

## Produzione e utilizzo
Prodotto con macchine per maglieria, risulta elastico sia in lunghezza che in larghezza e se realizzato a catena ha caratteristiche di indemagliabilità. Può essere ottenuto da qualsiasi fibra tessile: le più usate sono il cotone, la lana e la viscosa.
Trova applicazione in tutti i campi: dall'arredamento all'abbigliamento, come fodera e sostegno per tecnofibre; accoppiato a cuoio e gomma nelle calzature.
I tessuti jersey con fili elastam hanno un'elasticità superiore a quelli stretch e sono particolarmente adatti alla confezione di abbigliamento sia femminile sia maschile, e sportivo.

## Storia
Sul finire del XIX secolo il "jersey" era un pesante tessuto di maglia usato dai pescatori dell'isola inglese di Jersey. Era una maglia rasata, semplice, leggera, morbida e naturalmente elastica; veniva resa adatta a molteplici usi nel campo dell'abbigliamento.
Ritenuto inadatto alla sartoria, divenne di moda quando la stilista Coco Chanel lo impiegò per le sue creazioni.